# Danais coronata
Danais coronata là một loài thực vật có hoa trong họ Thiến thảo. Loài này được (Pers.) Steud. mô tả khoa học đầu tiên năm 1821.